# أمراء إمارة أفغانستان الإسلامية
أمير إمارة أفغانستان الإسلامية ويُسمى بالبشتوية أمير المؤمنين؛ هو أمير أفغانستان، وزعيم إمارة أفغانستان الإسلامية. اعتبارًا من 9 سبتمبر 2021، لم تعترف أي دولة حول العالم رسميًا بإمارة أفغانستان عدا روسيا الاتحادية الإسلامية بوصفها حكومة شرعية لأفغانستان.

## تاريخيًا
استحدث الملا محمد عمر هذا المنصب، وهو من أسس حركة طالبان وإمارة أفغانستان الإسلامية الأصلية في تسعينيات القرن العشرين. في عام 1996 في قندهار، أسند أتباع عمر لقب أمير المؤمنين له، أي «قائد المؤمنين»، وارتدى عمر عباءة مأخوذة من ضريح خرقة شريف في المدينة، في تأكيد على أنها عباءة النبي الإسلامي محمد. لم يكن قائد المؤمنين منصبًا حكوميًا، وإنما لقبًا دينيًا وفخريًا. في عام 1996، وعقب استيلاء حركة طالبان على العاصمة الأفغانية كابول، أنشأت المنظمة «المجلس الأعلى لأفغانستان» وأعلنت عمر رئيسًا للمجلس في 27 سبتمبر من ذلك العام، وأدى عمر دور رئيس الدولة بموجب تلك الصفة.
في أعقاب هجمات 11 سبتمبر وغزو الولايات المتحدة لأفغانستان في عام 2001، أُزيح عمر عن منصبه وحلت الرئاسة محل منصب رئيس المجلس الأعلى. مع ذلك، لُقّب جميع القادة اللاحقين لطالبان بلقب قائد المؤمنين.
في أعقاب هجوم حركة طالبان في عام 2021، استعادت الحركة سيطرتها على كابول بعد انسحاب قوات الولايات المتحدة منها في 15 أغسطس من ذلك العام وأصبحت طالبان هي حكومة الأمر الواقع الجديدة في أفغانستان مجددًا.

## الاختيار
بموجب مشروع دستور إمارة أفغانستان الإسلامية الأولى، يختار المجلس الإسلامي رئيس الدولة ويُلقبه بقائد المؤمنين.

### الصلاحيات والواجبات
في عهد محمد عمر، تمتع رئيس المجلس الأعلى بالسلطة المطلقة، وكان تفسير طالبان للشريعة مرتبطًا بقراره تمامًا.
من غير الجلي تمامًا ما هو الدور الحالي للأمير، إلا أنه وبموجب مشروع دستور الإمارة الإسلامية الأولى لعام 1998، يتمثل دور قائد المؤمنين بتعيين القضاة في المحكمة العليا.
في ظل الحكومة الحالية، يتمتع الأمير بصلاحية مطلقة في التعيينات السياسية، فضلًا عن الشؤون السياسية والدينية والعسكرية. يضطلع الأمير بالكثير من أعماله من خلال مجلس شورى الراباري، أو مجلس القيادة، الذي يشرف على أعمال مجلس وزراء أفغانستان، وتعيين الأفراد في المناصب الرئيسية داخل مجلس الوزراء.
مع ذلك، ففي تقرير صادر عن قناة الجزيرة، لا تتمتع الحكومة بأي سلطة، إذ يتخذ آخند زاده ومجلس الشورى الراباري جميع القرارات في قندهار سريًا.

## قائمة الأمراء
| الصورة | الاسم              | اللقب         | المنصب                                          |
| ------ | ------------------ | ------------- | ----------------------------------------------- |
|        | ملا عمر            | أمير المؤمنين | مؤسس حركة طالبان وأوّل أمير لها.                 |
|        | أختر محمد منصور    | أمير المؤمنين | خلف الملا عمر في إمارة الحركة.                  |
|        | هبة الله آخند زاده | أمير المؤمنين | خلف أختر محمد في إمارة الحركة، وهو أميرها الآن. |